# 张宏仁
张宏仁（1934年9月—2016年7月16日），江苏省丹阳县人，中华人民共和国政治人物、地理学家。

## 生平
1952年，加入中国共产党。1970年至1970年，供职于北京市地质局水文队工作任副队长等，其中1978年任莫桑比克水源考察组组长。1980年11月至1982年6月，担任北京市地质局副局长。1982年6月至1984年，任地质矿产部水文地质工程地质司司长。1984年10月至1986年9月，任中华人民共和国地质矿产部总工程师。1986年9月，任地质矿产部副部长，兼任地质矿产部总工程师。2004年至2008年，担任国际地质科学联合会主席。2016年7月16日，因病在北京逝世，享年82岁。